# Sportverein Wacker Burghausen 2012-2013
Questa voce raccoglie le informazioni riguardanti lo Sportverein Wacker Burghausen nelle competizioni ufficiali della stagione 2012-2013.

## Stagione
Nella stagione 2012-2013 il Wacker Burghausen, allenato da Georgi Donkov, concluse il campionato di 3. Liga all'8º posto. In Coppa di Germania il Wacker Burghausen fu eliminato al primo turno dal Fortuna Düsseldorf.

## Rosa
| N. |                     | Ruolo | Calciatore          |
| -- | ------------------- | ----- | ------------------- |
| 1  | Germania (bandiera) | P     | Alexander Eiban     |
| 1  | Germania (bandiera) | P     | René Vollath        |
| 3  | Germania (bandiera) | C     | Ronald Schmidt      |
| 4  | Germania (bandiera) | D     | Fabian Aupperle     |
| 5  | Germania (bandiera) | D     | Josef Çınar         |
| 6  | Germania (bandiera) | D     | Alexander Eberlein  |
| 7  | Germania (bandiera) | A     | Sahr Senesie        |
| 10 | Turchia (bandiera)  | A     | Ahmet Kulabas       |
| 13 | Germania (bandiera) | D     | Michael Schick      |
| 14 | Germania (bandiera) | D     | Christoph Burkhard  |
| 15 | Germania (bandiera) | C     | Tobias Huber        |
| 15 | Germania (bandiera) | C     | Benjamin Kindsvater |
| 16 | Marocco (bandiera)  | C     | Youssef Mokhtari    |
| 17 | Germania (bandiera) | C     | Heiko Schwarz       |
| 19 | Germania (bandiera) | A     | Felix Luz           |

| N. |                     | Ruolo | Calciatore           |
| -- | ------------------- | ----- | -------------------- |
| 21 | Germania (bandiera) | C     | Maxi Thiel           |
| 22 | Germania (bandiera) | D     | Marco Holz           |
| 23 | Germania (bandiera) | D     | Thomas Leberfinger   |
| 24 | Germania (bandiera) | C     | Matthias Heidrich    |
| 25 | Germania (bandiera) | C     | Thorsten Burkhardt   |
| 27 | Germania (bandiera) | D     | Ulrich Taffertshofer |
| 28 | Togo (bandiera)     | A     | Asmiou Ayewa         |
| 29 | Germania (bandiera) | C     | Patryk Mrowca        |
| 30 | Germania (bandiera) | D     | Tobias Schröck       |
| 31 | Germania (bandiera) | P     | Marco Aulbach        |
| 32 | Germania (bandiera) | P     | Julian Pollersbeck   |
| 34 | Germania (bandiera) | C     | Maurice Müller       |
| 35 | Austria (bandiera)  | D     | Moritz Sommerauer    |
| 61 | Nigeria (bandiera)  | D     | Darlington Omodiagbe |

## Organigramma societario
Area tecnica
- Allenatore: Georgi Donkov
- Allenatore in seconda: Jončo Arsov
- Preparatore dei portieri: Max Urwantschky
- Preparatori atletici:

## Calciomercato

### Sessione estiva
| Acquisti | Acquisti             | Acquisti          | Acquisti |
| R.       | Nome                 | da                | Modalità |
| -------- | -------------------- | ----------------- | -------- |
| A        | Alexander Aschauer   | Stoccarda         |          |
| P        | Marco Aulbach        | Monaco 1860 U19   |          |
| P        | Alexander Eiban      | Bayern Monaco U19 |          |
| A        | Kevin Freiberger     | Bochum            |          |
| A        | Ahmet Kulabas        | Eintracht Treviri |          |
| D        | Michael Schick       | Sandhausen        |          |
| D        | Ulrich Taffertshofer | Monaco 1860 II    |          |

| Cessioni | Cessioni              | Cessioni        | Cessioni |
| R.       | Nome                  | a               | Modalità |
| -------- | --------------------- | --------------- | -------- |
| A        | Fajton Celani         | Augusta II      |          |
| P        | Christopher Pfeiffer  | Schweinfurt 05  |          |
| A        | Nicky Adler           | Sandhausen      |          |
| C        | Harald Bonimeier      | Buchbach        |          |
| D        | Mounir Chaftar        | Bochum          |          |
| A        | Sebastian Glasner     | Energie Cottbus |          |
| C        | Markus Grübl          | Buchbach        |          |
| C        | Thierry Mukuta Kiesse | Orléans         |          |
| C        | Sebastian Zielinsky   | Darmstadt       |          |

### Sessione invernale
| Acquisti | Acquisti           | Acquisti        | Acquisti |
| R.       | Nome               | da              | Modalità |
| -------- | ------------------ | --------------- | -------- |
| A        | Asmiou Ayewa       | Al-Nasr         |          |
| C        | Thorsten Burkhardt | Wehen Wiesbaden |          |

| Cessioni | Cessioni           | Cessioni           | Cessioni |
| R.       | Nome               | a                  | Modalità |
| -------- | ------------------ | ------------------ | -------- |
| A        | Kevin Freiberger   | Sportfreunde Lotte |          |
| D        | Jonas Strifler     | Arminia Bielefeld  |          |
| A        | Alexander Aschauer | Liefering          |          |

## Risultati

### 3. Liga

#### Girone di andata
| Arbitro: | Ittrich |

|  |           |                        |
|  | Marcatori | 12’ Nəzərov 43’ Taylor |

| Arbitro: | Schriever |

|                            |           |                    |
| Streit 25’, 39’ Kefkir 78’ | Marcatori | 61’ Çınar 90’ Holz |

| Arbitro: | Thomsen |

|                                 |           |         |
| Mokhtari 70’ (rig.) Senesie 83’ | Marcatori | 9’ Fink |

| Arbitro: | Sönder |

|                    |           |              |
| Benatelli 20’, 41’ | Marcatori | 79’ Eberlein |

| Arbitro: | Göpferich |

|           |           |  |
| Thiel 88’ | Marcatori |  |

| Arbitro: | Siewer |

|                          |           |  |
| Kohler 4’, 78’ Hayer 45’ | Marcatori |  |

| Arbitro: | Kempter |

|                         |           |  |
| Schwarz 41’ Schmidt 81’ | Marcatori |  |

| Arbitro: | Schmidt |

|                      |           |  |
| Rathgeber 71’ (rig.) | Marcatori |  |

| Burghausen 15 settembre 2012, ore 14:00 CEST 9ª giornata | Wacker Burghausen | 0 – 0 referto | Wehen Wiesbaden | Wacker-Arena (2 300 spett.)\| Arbitro: \| Kampka \| |
| Arbitro:                                                 | Kampka            |               |                 |                                                     |

| Arbitro: | Rohde |

|              |           |                          |
| Hennings 33’ | Marcatori | 25’ Eberlein 78’ Senesie |

| Arbitro: | Bandurski |

|                                            |           |           |
| Aupperle 37’ Luz 38’ Kulabas 74’ Thiel 89’ | Marcatori | 76’ Thurk |

| Arbitro: | Blos |

|  |           |                          |
|  | Marcatori | 18’, 70’ Luz 89’ Senesie |

| Arbitro: | Aarnink |

|                          |           |  |
| Aupperle 69’ Kulabas 87’ | Marcatori |  |

| Arbitro: | Giese |

|              |           |                    |
| Grüttner 59’ | Marcatori | 30’ Thiel 74’ Holz |

| Arbitro: | Weickenmeier |

|           |           |                                |
| Thiel 46’ | Marcatori | 51’ Schwenk 67’, 75’ Benyamina |

| Arbitro: | Kinhöfer |

|                                        |           |  |
| Willsch 49’ Niederlechner 51’ Thee 73’ | Marcatori |  |

| Arbitro: | Kircher |

|           |           |            |
| Thiel 63’ | Marcatori | 43’ Zoller |

| Arbitro: | Blos |

|                                            |           |          |
| Senesie 9’ Mokhtari 18’ (rig.) Schwarz 22’ | Marcatori | 80’ Groß |

| Arbitro: | Willenborg |

|                             |           |  |
| Rahn 9’ Appiah 60’ Klos 65’ | Marcatori |  |

#### Girone di ritorno
| Arbitro: | Osmers |

|                         |           |  |
| Bischoff 57’ Königs 88’ | Marcatori |  |

| Arbitro: | Kunzmann |

|                            |           |  |
| Luz 16’ Strujić 34’ (aut.) | Marcatori |  |

| Arbitro: | Bandurski |

|                             |           |          |
| Landeka 17’ Fink 21’ (rig.) | Marcatori | 48’ Holz |

| Arbitro: | Unger |

|                       |           |                     |
| Schwarz 17’ Thiel 84’ | Marcatori | 4’ Durm 32’ Hofmann |

| Darmstadt 2 febbraio 2013, ore 14:00 CET 24ª giornata | Darmstadt | 0 – 0 referto | Wacker Burghausen | Stadion am Böllenfalltor (4 100 spett.)\| Arbitro: \| Blos \| |
| Arbitro:                                              | Blos      |               |                   |                                                               |

| Arbitro: | Heft |

|                     |           |              |
| Çınar 31’ Thiel 60’ | Marcatori | 54’ Stegerer |

| Arbitro: | Steinberg |

|             |           |  |
| Leemans 25’ | Marcatori |  |

| Burghausen 26 marzo 2013, ore 19:00 CET 27ª giornata | Wacker Burghausen | 0 – 0 referto | Kickers Offenbach | Wacker-Arena (1 800 spett.)\| Arbitro: \| Kampka \| |
| Arbitro:                                             | Kampka            |               |                   |                                                     |

| Arbitro: | Aarnink |

|                 |           |         |
| Stroh-Engel 70’ | Marcatori | 2’ Holz |

| Arbitro: | Wingenbach |

|              |           |                                  |
| Mokhtari 21’ | Marcatori | 10’ (rig.) Çalhanoğlu 14’ Alibaz |

| Arbitro: | Siewer |

|                      |           |              |
| Malura 22’ Kraus 55’ | Marcatori | 42’ Mokhtari |

| Burghausen 30 marzo 2013, ore 14:00 CET 31ª giornata | Wacker Burghausen | 0 – 0 referto | Rot-Weiß Erfurt | Wacker-Arena (2 150 spett.)\| Arbitro: \| Dittrich \| |
| Arbitro:                                             | Dittrich          |               |                 |                                                       |

| Halle 6 aprile 2013, ore 14:00 CEST 32ª giornata | Hallescher | 0 – 0 referto | Wacker Burghausen | Erdgas Sportpark (5 448 spett.)\| Arbitro: \| Blos \| |
| Arbitro:                                         | Blos       |               |                   |                                                       |

| Arbitro: | Stegemann |

|           |           |                                            |
| Çınar 30’ | Marcatori | 45’ (rig.) Marchese 53’, 75’, 89’ Grüttner |

| Stoccarda 20 aprile 2013, ore 14:00 CEST 34ª giornata | Stoccarda II | 0 – 0 referto | Wacker Burghausen | Gazi-Stadion auf der Waldau (760 spett.)\| Arbitro: \| Schmickartz \| |
| Arbitro:                                              | Schmickartz  |               |                   |                                                                       |

| Arbitro: | Sönder |

|                               |           |               |
| Schröck 31’ Luz 40’ Thiel 82’ | Marcatori | 57’ Kauffmann |

| Arbitro: | Stieler |

|               |           |  |
| Staffeldt 39’ | Marcatori |  |

| Arbitro: | Ittrich |

|  |           |                                         |
|  | Marcatori | 14’ Müller 57’ Thiel 76’ Çınar 77’ Holz |

| Arbitro: | Fritz |

|           |           |  |
| Thiel 52’ | Marcatori |  |

### Coppa di Germania
| Arbitro: | Osmers |

|  |           |               |
|  | Marcatori | 76’ Reisinger |

## Statistiche

### Statistiche di squadra
| Competizione      | Punti | In casa | In casa | In casa | In casa | In casa | In casa | In trasferta | In trasferta | In trasferta | In trasferta | In trasferta | In trasferta | Totale | Totale | Totale | Totale | Totale | Totale | DR |
| Competizione      | Punti | G       | V       | N       | P       | Gf      | Gs      | G            | V            | N            | P            | Gf           | Gs           | G      | V      | N      | P      | Gf     | Gs     | DR |
| ----------------- | ----- | ------- | ------- | ------- | ------- | ------- | ------- | ------------ | ------------ | ------------ | ------------ | ------------ | ------------ | ------ | ------ | ------ | ------ | ------ | ------ | -- |
| 3. Liga           | 51    | 19      | 10      | 5       | 4       | 28      | 19      | 19           | 4            | 4            | 11           | 17           | 26           | 38     | 14     | 9      | 15     | 45     | 45     | 0  |
| Coppa di Germania | -     | 1       | 0       | 0       | 1       | 0       | 1       | 0            | 0            | 0            | 0            | 0            | 0            | 1      | 0      | 0      | 1      | 0      | 1      | -1 |
| Totale            | 51    | 20      | 10      | 5       | 5       | 28      | 20      | 19           | 4            | 4            | 11           | 17           | 26           | 39     | 14     | 9      | 16     | 45     | 46     | -1 |

### Andamento in campionato
| Giornata  | 1  | 2  | 3  | 4  | 5  | 6  | 7  | 8  | 9  | 10 | 11 | 12 | 13 | 14 | 15 | 16 | 17 | 18 | 19 | 20 | 21 | 22 | 23 | 24 | 25 | 26 | 27 | 28 | 29 | 30 | 31 | 32 | 33 | 34 | 35 | 36 | 37 | 38 |
| --------- | -- | -- | -- | -- | -- | -- | -- | -- | -- | -- | -- | -- | -- | -- | -- | -- | -- | -- | -- | -- | -- | -- | -- | -- | -- | -- | -- | -- | -- | -- | -- | -- | -- | -- | -- | -- | -- | -- |
| Luogo     | C  | T  | C  | T  | C  | T  | C  | T  | C  | T  | C  | T  | C  | T  | C  | T  | C  | C  | T  | T  | C  | T  | C  | T  | C  | T  | C  | T  | C  | T  | C  | T  | C  | T  | C  | T  | T  | C  |
| Risultato | P  | P  | V  | P  | V  | P  | V  | P  | N  | V  | V  | V  | V  | V  | P  | P  | N  | V  | P  | P  | V  | P  | N  | N  | V  | P  | N  | N  | P  | P  | N  | N  | P  | N  | V  | P  | V  | V  |
| Posizione | 17 | 17 | 13 | 17 | 12 | 13 | 10 | 13 | 13 | 11 | 7  | 6  | 6  | 5  | 5  | 8  | 7  | 6  | 7  | 8  | 8  | 8  | 8  | 9  | 7  | 9  | 8  | 8  | 8  | 8  | 8  | 9  | 10 | 11 | 9  | 9  | 9  | 8  |

Legenda:

Luogo: C = Casa; T = Trasferta. Risultato: V = Vittoria; N = Pareggio; P = Sconfitta.

### Statistiche dei giocatori
| Giocatore        | 3. Liga  | 3. Liga | 3. Liga     | 3. Liga    | Coppa di Germania | Coppa di Germania | Coppa di Germania | Coppa di Germania | Totale   | Totale | Totale      | Totale     |
| Giocatore        | Presenze | Reti    | Ammonizioni | Espulsioni | Presenze          | Reti              | Ammonizioni       | Espulsioni        | Presenze | Reti   | Ammonizioni | Espulsioni |
| ---------------- | -------- | ------- | ----------- | ---------- | ----------------- | ----------------- | ----------------- | ----------------- | -------- | ------ | ----------- | ---------- |
| A. Aschauer      | 13       | 0       | 0           | 0          | 1                 | 0                 | 0                 | 0                 | 14       | 0      | 0           | 0          |
| M. Aulbach       | 1        | 0       | 0           | 0          | 0                 | 0                 | 0                 | 0                 | 1        | 0      | 0           | 0          |
| F. Aupperle      | 33       | 2       | 5           | 0          | 1                 | 0                 | 0                 | 0                 | 34       | 2      | 5           | 0          |
| A. Ayewa         | 0        | 0       | 0           | 0          | 0                 | 0                 | 0                 | 0                 | 0        | 0      | 0           | 0          |
| C. Burkhard      | 15       | 0       | 0           | 1          | 0                 | 0                 | 0                 | 0                 | 15       | 0      | 0           | 1          |
| T. Burkhardt     | 11       | 0       | 1           | 0          | 0                 | 0                 | 0                 | 0                 | 11       | 0      | 1           | 0          |
| A. Eberlein      | 33       | 2       | 6           | 0          | 1                 | 0                 | 0                 | 0                 | 34       | 2      | 6           | 0          |
| A. Eiban         | 1        | 0       | 0           | 0          | 0                 | 0                 | 0                 | 0                 | 1        | 0      | 0           | 0          |
| K. Freiberger    | 9        | 0       | 1           | 0          | 1                 | 0                 | 0                 | 0                 | 10       | 0      | 1           | 0          |
| M. Heidrich      | 9        | 0       | 2           | 0          | 0                 | 0                 | 0                 | 0                 | 9        | 0      | 2           | 0          |
| M. Holz          | 34       | 5       | 4           | 1          | 1                 | 0                 | 1                 | 0                 | 35       | 5      | 5           | 1          |
| T. Huber         | 1        | 0       | 0           | 0          | 0                 | 0                 | 0                 | 0                 | 1        | 0      | 0           | 0          |
| B. Kindsvater    | 1        | 0       | 0           | 0          | 0                 | 0                 | 0                 | 0                 | 1        | 0      | 0           | 0          |
| A. Kulabas       | 26       | 2       | 2           | 0          | 1                 | 0                 | 1                 | 0                 | 27       | 2      | 3           | 0          |
| T. Leberfinger   | 6        | 0       | 3           | 1          | 1                 | 0                 | 1                 | 0                 | 7        | 0      | 4           | 1          |
| F. Luz           | 30       | 5       | 4           | 0          | 0                 | 0                 | 0                 | 0                 | 30       | 5      | 4           | 0          |
| Y. Mokhtari      | 24       | 4       | 4           | 1          | 0                 | 0                 | 0                 | 0                 | 24       | 4      | 4           | 1          |
| P. Mrowca        | 0        | 0       | 0           | 0          | 0                 | 0                 | 0                 | 0                 | 0        | 0      | 0           | 0          |
| M. Müller        | 14       | 1       | 1           | 0          | 0                 | 0                 | 0                 | 0                 | 14       | 1      | 1           | 0          |
| D. Omodiagbe     | 17       | 0       | 5           | 1          | 0                 | 0                 | 0                 | 0                 | 17       | 0      | 5           | 1          |
| J. Pollersbeck   | 0        | 0       | 0           | 0          | 0                 | 0                 | 0                 | 0                 | 0        | 0      | 0           | 0          |
| M. Schick        | 8        | 0       | 6           | 0          | 0                 | 0                 | 0                 | 0                 | 8        | 0      | 6           | 0          |
| R. Schmidt       | 32       | 1       | 8           | 0          | 1                 | 0                 | 0                 | 0                 | 33       | 1      | 8           | 0          |
| T. Schröck       | 16       | 1       | 5           | 0          | 0                 | 0                 | 0                 | 0                 | 16       | 1      | 5           | 0          |
| H. Schwarz       | 18       | 3       | 2           | 1          | 0                 | 0                 | 0                 | 0                 | 18       | 3      | 2           | 1          |
| S. Senesie       | 31       | 4       | 1           | 1          | 1                 | 0                 | 0                 | 0                 | 32       | 4      | 1           | 1          |
| M. Sommerauer    | 21       | 0       | 1           | 0          | 1                 | 0                 | 0                 | 0                 | 22       | 0      | 1           | 0          |
| J. Strifler      | 13       | 0       | 3           | 0          | 1                 | 0                 | 0                 | 0                 | 14       | 0      | 3           | 0          |
| U. Taffertshofer | 5        | 0       | 1           | 0          | 0                 | 0                 | 0                 | 0                 | 5        | 0      | 1           | 0          |
| M. Thiel         | 36       | 10      | 4           | 0          | 1                 | 0                 | 0                 | 0                 | 37       | 10     | 4           | 0          |
| R. Vollath       | 37       | 0       | 1           | 1          | 1                 | 0                 | 0                 | 0                 | 38       | 0      | 1           | 1          |
| J. Çınar         | 35       | 4       | 11          | 0          | 1                 | 0                 | 0                 | 0                 | 36       | 4      | 11          | 0          |